# Джон Драйдън
Джон Драйдън (на английски: John Dryden; 19 август (стар стил 9 август) 1631 – 12 май (стар стил 1 май) 1700) е влиятелен английски поет, литературен критик, преводач и драматург, който доминирал литературния живот на Реставрацията в Англия до такава степен, че периодът станал познат в литературните среди като Епохата на Драйдън.

## Репутация и влияние
Драйдън е доминираща литературна фигура с огромно влияние през неговата епоха. Той налага героичния куплет като стандартна метрика в английската поезия, като пише успешно сатири, религиозни фрагменти, басни, епиграми, похвали, пролози и драматургични творби в този вид стих; той също въвел александрийския и триплета като форма. Най-влиятелният поет на 18 век, Александър Поуп е силно повлиян от Драйдън и често заема от него; други автори са повлияни едновременно от Драйдън и Поуп.

## Поетически стил
Това, което Драйдън постига в своята поезия, не е емоционалното вълнение, което ние познаваме от романтичните поети през ранния 19 век, нито интелектуалните заплетености, сложности на метафизичните поети. Неговите теми са често фактологични и той се е стремял към излагане на своите мисли в най-прецизен и концентриран възможен начин. Макар че използва поетически структури като героическата станца и героическите куплети, той се опитва да постигне ритъм на речта. Все пак той знае, че различните теми и „предмети на говоренето“ се нуждаят от различни разновидности на стиха и в неговото въведение към Religio Laici той пише: „...изразите на една поема, създадени, начертани единствено за инструктиране, трябва да бъдат прости и естествени, но в същото време магически... Флоралността, приповдигнатостта и фигуративността са за страстите, тъй като (те) са създадени в душата, чрез показване на обектите в техните истински пропорции... Човекът трябва да бъде отвеждан в страстта, но убеждаван в истината.“